# آب‌انبار حاج کاظم

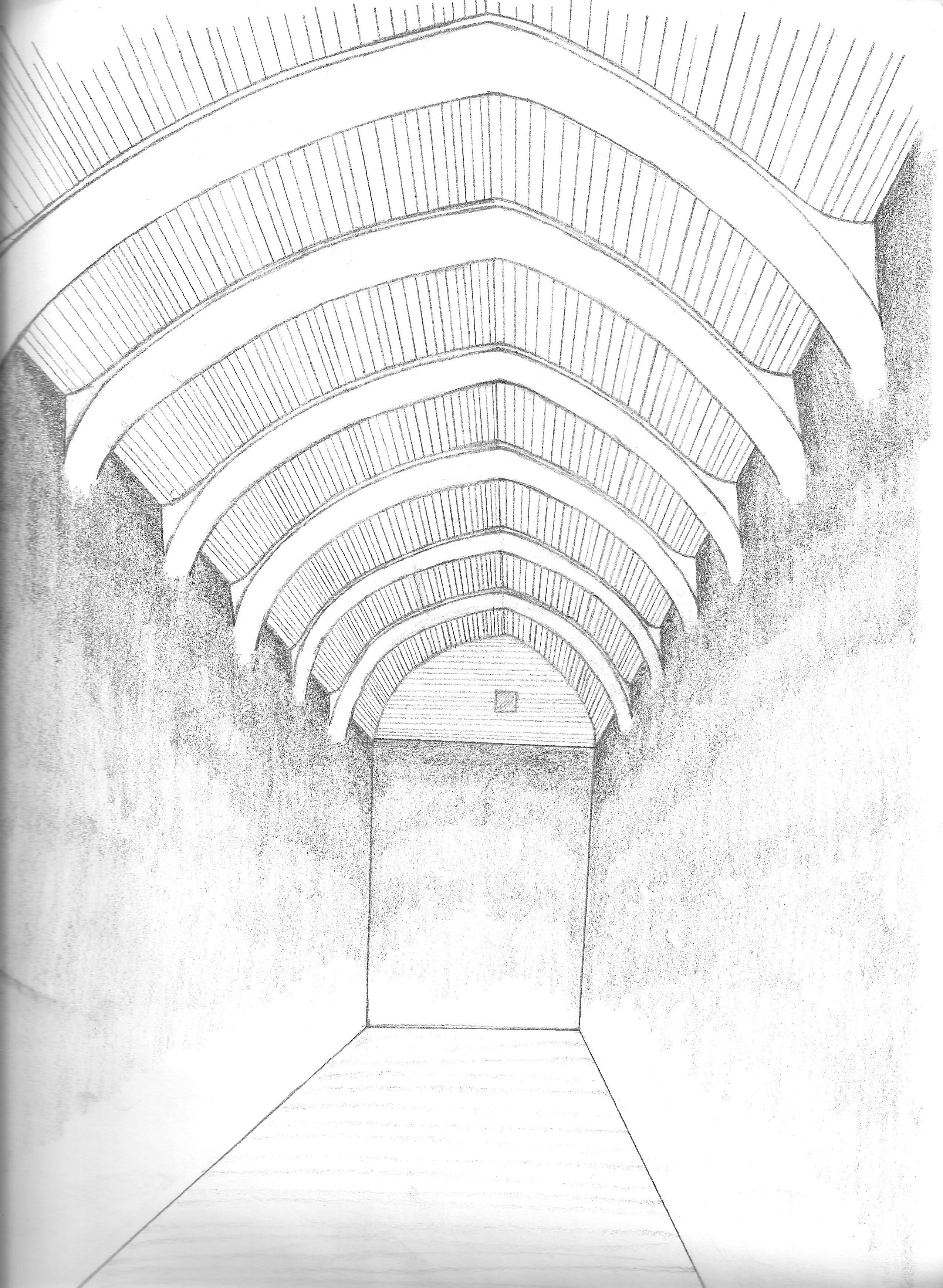
نگاره‌ای از داخل آب‌انبار حاج کاظم به سال ۲۰۰۵

آب‌انبار حاج کاظم از آب‌انبارهای قدیم شهر قزوین است. این اثر در تاریخ ۱۳ آبان ۱۳۵۱ با شمارهٔ ثبت ۹۳۳ به‌عنوان یکی از آثار ملی ایران به ثبت رسیده‌است.

## تاریخچه
این آب‌انبار به‌وسیلهٔ «حاج کاظم کوزه‌گر» در سال ۱۲۵۶ بنا شد.
این بنا به شمارهٔ ۹۳۳ به ثبت تاریخی رسیده، و یک بنای میراث ملی فرهنگی ایران است.
این آب‌انبار ۲ شیر آب و ۴۰ پله دارد.